# Trasierra
Trasierra este un oraș din Spania, situat în provincia Badajoz din comunitatea autonomă Extremadura. Are o populație de 701 de locuitori.